# Nicolaus Steno
Nicolaus Steno, Niels Stensen, Stenon (ur. 11 stycznia 1638 w Kopenhadze, zm. 25 listopada 1686 w Schwerinie) – duński lekarz i geolog, następnie po konwersji biskup katolicki, uznany za błogosławionego przez Kościół katolicki.

## Życiorys
Po odbyciu studiów w Danii wyjechał w podróż naukową po Europie, odwiedzając Rostock, Amsterdam (gdzie spotkał się z Baruchem Spinozą i jego filozofią), Leiden, Paryż, Montpellier i Pizę. W roku 1666 ponownie odwiedził Włochy udając się przez Pizę i Rzym do Florencji. W roku 1667 dokonał konwersji z protestantyzmu na katolicyzm i wrócił do Danii na kilka lat. 
Jako katolik w luterańskiej Danii nie był zadowolony i wrócił do Florencji, gdzie w 1675 został księdzem. W 1677 został konsekrowany na biskupa i resztę życia spędził zaangażowany w pracę misyjną w północnych Niemczech. 
W 1988 został beatyfikowany przez papieża Jana Pawła II.

## Działalność naukowa
W zakresie geologii Steno udowodnił, że część skał powstaje na drodze sedymentacji, czyli że są to skały osadowe. Sformułował także, obowiązujące do dziś, cztery podstawowe zasady stratygrafii: zasadę pierwotnie poziomego położenia warstw skalnych, ciągłości obocznej warstw, zasadę superpozycji oraz zasadę następstwa gatunkowego. Był też propagatorem tezy, że skamieniałości są pochodzenia organicznego. Wprowadził jeden z pierwszych podziałów dziejów Ziemi na epoki geologiczne. Prowadził także badania krystalograficzne odkrywając prawo stałości kątów w kryształach.
W zakresie medycyny Steno zajmował się głównie poznaniem systemu mięśniowego człowieka.

## Główne prace
- Observationes anatomicae (1662)

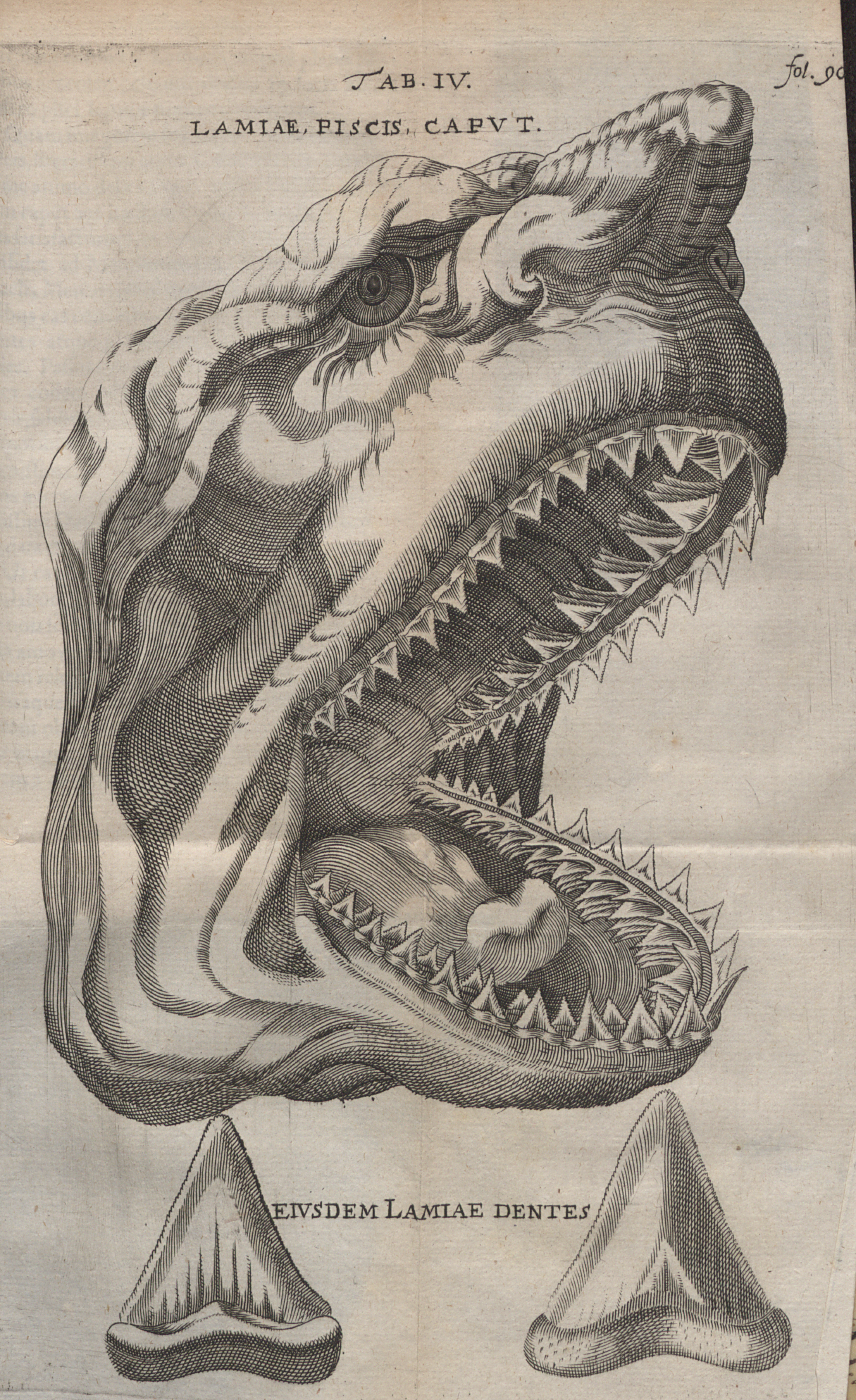
Elementorum myologiae specimen, 1669

- De Musculis et Glandulis Observationum Specimen (1664)
- Elementorum myologiæ specimen, seu musculi descriptio geometrica : cui accedunt Canis Carchariæ dissectum caput, et dissectus piscis ex Canum genere (1667/1669)
- Discours sur L'Anatomie du Cerveau (1669). Faksimilia .
- De solido intra solidum naturaliter contento dissertationis prodromus ("Foreløbigt udkast til en afhandling om et fast legeme naturligt indesluttet i et fast legeme") (1669/1671)

## Upamiętnienie

### W naukach biologicznych
Na jego cześć nazwano gatunek kopalnego konia Equus stenonis Cocchi, 1867, znanego z wczesnego plejstocenu Europy przedstawiciela grupy o nieformalnej angielskiej nazwie „stenonid horses”, a także rodzaje wieloszczetów Stenoninereis Wiesenberg-Lund, 1958 i jeżowców Stenonaster Lambert, 1922 oraz gatunek kopalnego małża Myophoria stenonis Stoppani, 1863.

### W geografii i selenografii
We wschodniej części Grenlandii znajduje się Ziemia Stenona. Na niewidocznej stronie Księżyca znajduje się krater Steno.

### W mineralogii
Na jego cześć nazwano minerał stenonit (z grupy węglanów).

### W liturgii Kościoła rzymskiego
Wspomnienie bł. Nielsa Stensena obchodzi się w dniu 5 grudnia.

### Inne
W Kopenhadze znajduje się ulica Nielsa Stensena (Stenosgade), a w miejscu, gdzie stał dom, w którym się urodził, umieszczono tablicę pamiątkową.